# Maison de Gonzague de Guastalla
 (juillet 2024).
Si vous disposez d'ouvrages ou d'articles de référence ou si vous connaissez des sites web de qualité traitant du thème abordé ici, merci de compléter l'article en donnant les références utiles à sa vérifiabilité et en les liant à la section « Notes et références ».
La lignée de Guastalla est une branche « cadette » de la maison Gonzague.
Le premier Guastalla régnant fut le comte Ferdinand Ier, troisième fils et septième enfant du marquis François II de Mantoue (1466-1519).

De ses deux frères, l'aîné Frédéric (1500-1540) deviendra marquis puis 1er duc de Mantoue sous le titre de Frédéric II et marquis de Montferrat ; le puîné Ercole (1505-1563) sera évêque de Mantoue puis cardinal.

Parmi ses cinq sœurs, deux décéderont jeunes, l'une Éléonore de Mantoue (1493-1550) épousera le duc d'Urbin François Marie Ier della Rovere de la Maison della Rovere, ducs d'Urbin et Gubbio et les deux autres, Ippolita et Paola deviendront nonnes à Mantoue.
Cette branche cadette dite Gonzague-Guastalla entrera en conflit avec la branche dite Gonzague-Nevers en 1628 à l'occasion de la guerre de Succession de Mantoue, les prétendants à la succession de Vincent II de Mantoue étant d'une part Ferdinand II de Guastalla et d'autre part Charles III de Nevers.
Elle s'enrichira, en 1703, du duché de Sabbioneta et de la seigneurie de Bozzolo (et les principats attachés) à l'extinction de la lignée de Sabbioneta et Bozzolo.
Le dernier duc de Guastalla de la lignée sera Joseph Marie de Guastalla (né idiot, il règnera sous la tutelle de son ministre Spilimbergo puis de son épouse) ; il décèdera en 1746 sans descendance. D'abord annexé en 1747 par Marie-Thérèse d'Autriche, le duché et ses fiefs, rattachés à ceux de Parme et Plaisance, seront remis entre les mains de Ferdinand VI d'Espagne selon les termes du traité d'Aix-la-Chapelle de 1748.

## Descendance de Ferdinand Ierde Guastalla
note : Seules les descendances des hommes de la lignée sont développées. Le cas échéant, les descendances des femmes renvoient vers d'autres généalogies.

abréviations utilisées : NC = Non Connu, SD = Sans Descendance, SDC = Sans Descendance Connue (ou notoire), ca = circa (vers)
```
Ferdinand I
er
 (1507-1557), 
1
er
 
comte
 de Guastalla
, 
vice-roi de Sicile
 et 
gouverneur du duché de Milan

x 1529 Isabelle de Capoue (NC-1559), fille et héritière de 
Ferdinand
, duc de 
Termoli
, prince de
│                                                          Molfetta et Ariano
│
├─>
César I
er
 (1530-1575), 
comte de Guastalla
, 
duc d'Amalfi
 et de 
Termoli
, marquis de Pomponesco
│                        et d'Ortiano, prince de Molfetta
│  x 1560 Camilla Borromeo (NC-1582)
│  │
│  ├─>
Marguerite
 (1561-1618) (SD)
│  │  x 1582 
Vespasien I
er
 de Sabbioneta
 cf. 
Maison Gonzague, lignée de Sabbioneta et Bozzolo

│  │
│  ├─>
Ferdinand II
 (1563-1630), 
1
er
 
marquis
 puis 
1
er
 
duc
 de Guastalla
, 
duc d'Amalfi
 et de 
Termoli
,
│  │                                                prince de Molfetta
│  │  x 1587 Vittoria Doria (1569-1618)
│  │  │
│  │  ├─>Zenobia (1588-1618)
│  │  │  x 1607 don Giovanni Tagliavia d'Aragona, Duc de Terranova
│  │  │
│  │  ├─>
César II
 (1592-1632), 
duc de Guastalla

│  │  │  x 1612 Isabella Orsini (ca 1598-1623), fille de 
Paul Orsini
 et de Fulvia Peretti
│  │  │  │
│  │  │  ├─>
Ferdinand III
 (1618-1678), 
duc de Guastalla

│  │  │  │  x 1647 
Marguerite d'Este
 (1619-1692)
│  │  │  │  │
│  │  │  │  ├─>
Anne Isabelle
 (1655-1703), 
duchesse de Guastalla
, dépossédée en 1692 par son cousin et 
│  │  │  │  │                                                    beau-frère 
Vincent I
er
, 
cf. ci-dessous
                     
│  │  │  │  │  x 1670 
Charles III Ferdinand de Mantoue
, 
cf. Maison Gonzague

│  │  │  │  │
│  │  │  │  └─>
Marie Victoire
 (1659-1707)
│  │  │  │     x 1679 
Vincent I
er
, 
cf. ci-dessous

│  │  │  │
│  │  │  └─>
Vespasien
 (1621-1687), vice-roi de Valence
│  │  │     x 1646 Maria Inès Manrique de Lara (NC-1679), fille de Manuel comte de Prades de Nava
│  │  │                                                      et de Luisa Enriquez
│  │  │     │
│  │  │     ├─>Maria Luigia (1649-1729)
│  │  │     │  x 1675 Thomas de la Cerda (1638-1692), marquis de la Lacuna de Camero Vejo
│  │  │     │
│  │  │     ├─>Maria Josefa
│  │  │     │  x 1690 Antonio Caspar Pimentel Banoso de Ribera, marquis de Malpica
│  │  │     │
│  │  │     ├─>F3. Isabella (NC) (SDC)
│  │  │     │
│  │  │     └─>F4. Diego (NC) (SDC)
│  │  │
│  │  ├─>Vittoria (NC) (SDC)
│  │  │
│  │  ├─>Isabella (NC) (SDC)
│  │  │
│  │  ├─>Filippo (NC) (SDC)
│  │  │
│  │  ├─>Francesco (NC) (SDC)
│  │  │
│  │  ├─>Giannettino (ca 1601-1649) (SDC)
│  │  │
│  │  ├─>
Vincent
 (1602-1694), vice-roi de Sicile (SDC)
│  │  │
│  │  ├─>
André
 (NC-1686) comte de San Paolo pour le royaume de Naples
│  │  │  x Laura Crispano fille du marquis de Fusara
│  │  │  │
│  │  │  ├─>Giovanni (NC) comte de San Paolo (SD)
│  │  │  │  x Ippolita Cavaniglia fille de Girolamo, marquis de San Marco
│  │  │  │  │
│  │  │  │  └─>Giulia (NC)
│  │  │  │     x Emmanuel Cavaniglia duc de San Giovanni Rotondo
│  │  │  │
│  │  │  └─>
Vincent I
er
 (1634-1714), comte de San Paolo, 
duc de Guastalla
 (1692),
│  │  │                             
duc et Prince de Sabbioneta
 (1703),
│  │  │                             
seigneur et Prince de Bozzolo
 (1703)
│  │  │     x1 Porzia Guidi (NC-1672), fille de Nicola marquis de Bagno et Montebello
│  │  │                                   et de Teodora de Guastalla
│  │  │   
│  │  │     x2 1679 
Marie Victoire de Guastalla
 (1659-1707), 
cf. ci-dessus

│  │  │     │
│  │  │     ├─>Maria Isabella (1680-1726) (SDC)
│  │  │     │
│  │  │     ├─>Antonia (1682-1685) (SDC)
│  │  │     │
│  │  │     ├─>
Éléonore Louise
 (1686-1742)
│  │  │     │  x 1709 
Ferdinand Marie de Medicis
 (1660-1711), prince de Toscane
│  │  │     │
│  │  │     ├─>
Antoine Ferdinand
 (1687-1729), 
duc de Guastalla
 (1714),
│  │  │     │                                 
duc et Prince de Sabbioneta
 (1714),
│  │  │     │                                 
seigneur et Prince de Bozzolo
 (1714)(SDC)
│  │  │     │  x 1727 Teodora de Hesse-Darmstadt (1709-1784)
│  │  │     │
│  │  │     └─>
Joseph Marie
 (1690-1746), 
duc de Guastalla
 (1729), 
duc et Prince de Sabbioneta
 (1729),
│  │  │                                  
seigneur et Prince de Bozzolo
 (1729) (SDC)
│  │  │        x 1731 Duchesse 
Éléonore de Schleswig-Holstein-Sondenburg
 (1715-1760)
│  │  │
│  │  ├─>Artemisia (NC), nonne à Bologne (SD)
│  │  │
│  │  ├─>Carlo (NC-1670), chevalier de l'Ordre des Rédempteurs (SDC)
│  │  │
│  │  └─>et 6 enfants décédés en bas âge
│  │
│  │
│  └─>Scipion de  (NC-1593) cardinal, patriarche de Jérusalem (SD)
│  |
│  x ?
│  │
│  └─>Ippolita (NC)
│     x Alfonsino Cauzzio Gonzaga, fils de Sigismond Cauzzio Gonzaga et Renata d'Este
│
├─>Anna (SD)
│
├─>Ippolita (1535-1563)
│  x1 1548 Fabrizio Colonna, duc héréditaire de Paliano
│  x2 1562 Antonio Carafa, duc de Mondragone, prince de Stigliano
│
├─>Ercole (ND) (SDC)
│
├─>Francesco (1538-1566), cardinal, protonotaire apostolique, archevêque de Cosenza,
│                         évêque de Mantoue (SD)
│
├─>Andrea (1539-1586), marquis d'Alessano et Specchia (SDC)
│  x 1580 Maria de Padilla
│
├─>Gian Vicente (1540-1591), cardinal (SD)
│
├─>
Ottavio
 (1543-1583), capitaine général de cavalerie à Milan
│  x1 Isabella da Correggio, fille de Manfredo II comte de Correggio et de Lucrèce d'Este
│  │
│  └─>Ercole (NC-1603)
│  .  x Francesca Guerrieri fille de Tullo marquis de Mombello et comte de Conzano
│  .  │
│  .  └─>Ottavio (NC-1617), ambassadeur de Mantoue en Espagne (SDC)
│  .
│  x2 1575 Cecilia Medici (ca 1552-1616) fille d'Auguste marquis de Marignan et de Barbara del Majno
│  │
│  └─>Gian Ottavio (NC) (SDC)
│  .
│  x ?
│  │
│  └─>Ferrante (NC), chevalier de l'
Ordre de Malte
 (SDC)
│
├─>Filippo (SD)
│
├─>Geronima (SD)
│
└─>Maria (SD)
|
x ?
│
├─>Livia
│  x Gerolamo de Negri
│
└─>Antonia (SDC)
```